# 黑澤爾頓 (加利福尼亞州)
黑澤爾頓（英語：Hazelton）是位於美國加利福尼亞州克恩縣的一個非建制地區。該地的面積和人口皆未知。

## 地理
黑澤爾頓的座標為35°02′32″N 119°23′04″W / 35.04222°N 119.38444°W，而該地的平均海拔高度為235米（即771英尺）。